# Пелопоннес, Западная Греция и Ионические острова
Пелопоннес, Западная Греция и Ионические острова (греч. Αποκεντρωμένη Διοίκηση Πελοποννήσου, Δυτικής Ελλάδας και Ιονίου) — одна из семи децентрализованных администраций Греции, состоящая из периферий Пелопоннес, Западная Греция и Ионические острова.
Центром администрации является город Патры. Генеральный секретарь администрации — Дионисиос Панайотопулос (Dionysios Panagiotopoulos).
Децентрализованная администрация была создана в 2011 году в рамках масштабной административной реформы, называемой Программа Калликратиса (Закон 3852/2010).

## Характеристики
Децентрализованная администрация Пелопоннеса, Западной Греции и Ионических островов занимает площадь 28 847 квадратных километров и имеет население 1 465 554 жителей по переписи 2011 года. Плотность 43,27 человек на квадратный километр. Согласно европейской номенклатуре территориальных единиц для целей статистики, децентрализованная администрация Пелопоннес, Западная Греция и Ионические острова вместе с двумя перифериями децентрализованной администрации Фессалия и Центральная Греция образует регион EL6 (Центральная Греция) в номенклатуре территориальных единиц для целей статистики.